# Prêmios do Primeiro Ministro do Canadá para Excelência em Ensino
O Prêmio do Primeiro Ministro para Excelência em Ensino (tradução literal do inglês: Prime Minister´s Award for Teaching Excellence) é um prêmio concedido pelo Primeiro Ministro do Canadá a professores canadenses de educação primária e secundária considerados excepcionais. O prêmio é o de maior prestígio concedido a um professor no Canadá.
Mais de 1.500 educadores receberam este prêmio desde sua criação em 1993. Os prêmios são divididos em dois níveis, um prêmio de excelência (que é entregue pessoalmente pelo Primeiro-Ministro) e um prêmio de mérito, que é entregue por políticos locais em suas comunidades.

## Descrição do prêmio
Os vencedores dos Prêmios do Primeiro-Ministro para a Excelência em Ensino são reconhecidos pela sua liderança, práticas de ensino exemplares e pelo seu compromisso em permitir que os alunos adquiram os conhecimentos e as competências necessárias para o seu sucesso no futuro.
Os laureados ao prêmio demonstraram excelência nas cinco seguintes áreas:
- Práticas de ensino inovadoras e exemplares.
- Alfabetização digital e uso de tecnologias de informação e comunicação em sala de aula.
- Desenvolvimento de habilidades dos alunos.
- Desempenho e participação dos alunos.
- Compromisso e liderança dos professores.[2]

O prêmio pode homenagear um único professor ou uma equipe de até três professores. Os diretores são elegíveis apenas se lecionarem durante 2,5 dias por semana em locais que apresentem a mesma estrutura da sala de aula.
Os indicados ao prêmio devem ser certificados para lecionar em uma escola pública ou privada no Canadá; ser cidadãos canadenses ou residentes permanentes; lecionar em período integral ou parcial; e possuir três anos de experiência em ensino.

O primeiro-ministro canadense, Justin Trudeau, disse:
Tenho muito orgulho de ter sido professor. Independentemente de quaisquer outros cargos que eu ocupe ao longo da minha vida, antes de tudo serei um professor. Foi por isso que fiquei particularmente contente por apresentar os Prêmios do Primeiro-Ministro para a Excelência em Ensino e para a Excelência em Educação Primária deste ano.

## Prêmio
A premiação laureia seus ganhadores com uma recompensa de US$ 5.000 (CAD), que deve ser gasto em desenvolvimento profissional ou atividades e recursos relacionados ao ensino.